# Thomas auf der Himmelsleiter
Thomas auf der Himmelsleiter ist ein deutsches Lustspiel von Maximilian Vitus.

## Handlung
Der hochverschuldete Schuster Thomas lebt mit seinem Gesellen Wastl und seiner Haushälterin Kuni in einem Dorf. Er fährt nach München, um seine Schriftstellerarbeiten zu verkaufen. Dabei werden ihm Geld und Brieftasche entwendet. Kurz darauf wird er fälschlicherweise für tot gehalten, da der Dieb mit seiner Brieftasche verunglückte. Da der Gerichtsvollzieher vor der Tür steht, will er an diesem Zustand nichts ändern. Aufgrund seiner Todesanzeige kommt seine Jugendliebe Regina zu ihm.

## Verfilmungen
- Der Komödienstadel Erstausstrahlung 6. September 1975[1]
  - Thomas Nothaas: Gerhart Lippert
  - Geselle Wastl: Max Grießer
  - Haushälterin Kuni: Erni Singerl
  - Regina Schönbichler: Katharina de Bruyn
  - Der Ochsenbauer: Karl Tischlinger
  - Seine Tochter Zenzi: Christiane Blumhoff
  - Der Wachtmeister: Ossi Eckmüller
  - Herr Jansen: August Riehl
  - Bezirksarzt: Alexander Malachovsky
  - Regie: Olf Fischer
  - Buch: Maximilian Vitus[2]
- Chiemgauer Volkstheater Aufnahme Oktober 2003[3]
  - Thomas Nothaas: Andreas Kern
  - Geselle Wastl: Egon Biscan
  - Haushälterin Kuni: Kathi Leitner
  - Regina Schönbichler: Michaela Heigenhauser
  - Der Ochsenbauer: Hans Stadlbauer
  - Seine Tochter Zenzi: Angela Hundsdorfer
  - Der Wachtmeister: Rupert Pointvogel
  - Herr Jansen: Jürgen Schilling
  - Bezirksarzt: Rollie Braun
  - Sanitäter: Christian Burghartswieser und Christoph Henkelmann
  - Regie: Thomas Kornmayer
  - Inszenierung: Bernd Helfrich
  - Buch: Maximilian Vitus

## Hörspiel
- Reihe: Der Komödienstadel; Erstsendung: 15. April 1967; Produzent: Bayerischer Rundfunk; 86'10 Minuten
- Titel: Thomas auf der Himmelsleiter. Ländliches Lustspiel[4]
- Sprecher:
  - Maxl Graf: Thomas Nothaas, Schuhmachermeister
  - Paula Braend: Kuni, seine Haushälterin
  - Beppo Brem: Wastl, Geselle
  - Karl Tischlinger: Der Ochsenbauer
  - Erni Singerl: Zenzi, seine Tochter
  - Alois Rauch: Der Wachtmeister
  - Paul Bös: Ein Herr
  - Ruth Kappelsberger: Regina Schönbichler
  - Alexander Malachovsky: Der Bezirksarzt
  - Ensemble: Rudi Knabl Quartett
  - Vokalist: Oskar Eckmüller, Max Grießer, Willy Harlander
  - Technische Realisierung: Gerhard Lamy; Brigitte Kern
  - Regieassistenz: Alexander Malachovsky
  - Regie: Olf Fischer